# Raión de Fastiv
Raión de Fastiv (en ucraniano: Фастівський район) es un raión o distrito de Ucrania en el óblast de Kiev. La capital es la ciudad de Fastiv.
Comprende una superficie de 2886,7 km².

## Demografía
Según estimación 2010 contaba con una población total de 32174 habitantes.

## Otros datos
El código KOATUU fue 3224900000. El código postal 08510 y el prefijo telefónico +380 4465.